# Historia del Palacio Yanxi
La Historia del Palacio Yanxi (chino: 延禧攻略, mandarín: Yán Xǐ Gōng Lüè, inglés: Story of Yanxi Palace), es una serie de televisión china transmitida del 7 de julio del 2018 hasta el 4 de octubre del 2018 por iQiyi. Se transmitió más de 15 mil millones de veces. Fue el programa de televisión más buscado en Google en el mundo en 2018, a pesar de que Google está bloqueado en China continental. El 29 de enero del 2019, el gobierno de China canceló el programa por no promover los valores socialistas.
La serie está basada en la novela "Yan Xi Gong Lüe" de Zhou Mo. Una secuela de la serie, Palacio Yanxi: La Aventura de la Princesa, se emitió en Netflix el 31 de diciembre de 2019.

## Sinopsis
Durante el sexto año del reinado de Qianlong, Wei Yingluo encuentra su camino a la Ciudad Prohibida como sirvienta del palacio, para investigar la verdad detrás de la muerte de su hermana mayor; sin embargo, en el camino llama la atención de Qianlong, quien se enamora de ella y la convierte en una de sus consortes.

## Reparto

### Personajes principales
| Actor                       | Personaje                         | Episodios | Notas |
| --------------------------- | --------------------------------- | --------- | --- |
| Wu Jinyan                   | Wei Yingluo, Consorte Ling        | 70        | Emperatriz Xiaoyichun: Es la favorecida Consorte del Emperador Qianlong, una mujer adelantada a su tiempo, que tiene un gran conocimiento y razonamiento, y aprovecha sus habilidades innatas para superar las artimañas de las rivalidades dentro del palacio, lo que la lleva a ganarle a sus oponentes. En el camino aprende a través de pruebas y errores, adquiriendo sabiduría y una posición junto al Emperador, de quien poco a poco comienza a enamorarse. |
| Charmaine Sheh Lin Chen Han | Hoifa-Nara Shushen, Consorte Xian | 70        | Es el antítesesis de Wei Yingluo. Es una mujer experta e inteligente que pasa de ser una mujer amable a convertirse en una llena de odio y celos dentro del palacio. Está enamorada del Emperador Qianlong, sin embargo cuando se da cuenta de que el ama a Yingluo pierde la cabeza, lo que al final la lleva a perder todo lo que tiene. |
| Qin Lan                     | Fucha Rongyin                     | -         | Emperatriz Xiaoxianchun: Es la primera Emperatriz del Emperador Qianlong y la hermana mayor de Fucha Fuheng. Es una mujer amable y bondadosa, que se convierte en la maestra y amiga de Wei Yingluo, sin embargo su bondad y naturaleza acogedora la convierten en el objetivo de numerosos planes destinados a humillarla y herirla, aunque Yingluo con su inteligencia es capaz de protegerla y cambiar las situaciones a su favor. Rongyin comparte una relación amorosa y cercana con el Emperador, quien la llena de regalos. Sin embargo poco después se suicida después de que la Consorte Chun matara a su hijo en un incendio.                                                                                                 |
| Nie Yuan                    | Hongli, Emperador Qianlong        | 70        | Su regla eficiente y efectiva sobre la dinastía Qing, se atribuye a su determinación y firmeza de hierro. Su hermano Hongzhou, lo describe como el hombre más despiadado "bajo el cielo", lo que lo convierte en uno de los mejores hombres para el puesto de Emperador, sin embargo cuando está con Wei Yingluo su actitud cambia y hace todo lo posible por protegerla. |
| Xu Kai                      | Fucha Fuheng                      | -         | Es el líder de la Guardia Imperial y el hermano menor de la Emperatriz Xiaoxianchun. Su apariencia y encanto enamoran a las numerosas doncellas del palacio e incluso a Su Jinghao, la Consorte Chun de Qianlong. Ama profundamente a Wei Yingluo y esta le corresponde, pero para salvarla es forzado a aceptar un matrimonio arreglado y sin amor con Hitara Erqing. Cuando Wei Yingluo se convierte en una de las concubinas del Emperador, él aún la tiene en su corazón y está dispuesto a protegerla y ayudarla cada vez que pueda. |
| Tan Zhuo                    | Gao Ningxin, Noble Consorte       | -         | Es una de las concubinas del Emperador Qianlong. Es una mujer viciosa, malvada, sedienta de poder y extremadamente celosa de la Emperatriz Xiaoxianchun. Planea todo tipo de artimañas (como destruir sus preciosos árboles de lichi y empujarla fuera de un pabellón) para destruir a la Emperatriz y tomar su lugar. Utilizando su prestigiosa posición como Consorte Noble, Gao humilla varias de las concubinas del Emperador, como la Concubina Imperial Yi, lo que ocasiona que se suicide y a la Consorte Xian. Después de ser fatalmente quemada por hierro caliente fundido mezclado con agua contaminada, se suicida, luego de rogarle al Emperador que le diera a su madre biológica un lugar en la tumba de la familia Gao. |

### Personajes secundarios

#### ElHaremde Qianlong
| Actor       | Personaje                                | N.º de episodios | Notas |
| ----------- | ---------------------------------------- | ---------------- | --- |
| Wang Yuanke | Su Jinghao, Consorte Chun                | -                | Fue una de las concubinas del Emperador Qianlong. Poco después de que la Consorte Ling entrara al palacio, comienza a exponer sus maldades. Está enamorada de Fuca Fuheng, pero después de que él la rechaza se vuelve loca y causa la muerte del hijo de la Emperatriz Xiaoxianchun, lo que causa directamente su muerte. Más tarde cuando la nueva Emperatriz Hoifa-Nara descubre gracias a la Consorte Ling las maldades de Jinghao, esta la mata. |
| Jenny Zhang | Niohuru Chenbi, Concubina Shun           | -                | Es una hermosa concubina traída desde muy lejos. Anteriormente Niohuru tuvo un hijo, el cual utilizaron como chantaje para obligarla a ir a la Ciudad Prohibida y servir en el harén de Qianlong, a quien odia junto a Fucha Fuheng por evitar su suicidio. Después de morir, se sugiere que su hijo es de nacimiento ilegítimo y que no lo tuvo voluntariamente. |
| Lian Lian   | Keliyete Ayan, Consorte Yu               | -                | Fue una de las concubinas del Emperador Qianlong y la madre del Príncipe Yongqi, el quinto hijo del Emperador. Keliyete empezó como una humilde Dama Noble. Su mejor amiga en el palacio, la Honorable Señora Jia se suicida después de ser humillada por tratar de ocultar su embarazo. Más tarde la Honorable Consorte Gao la somete a una variedad de planes destinados a matar a su hijo quien estaba por nacer (entre ellos intentar envenenarla varias veces y enterrarla viva junto a su hijo inmediatamente después que de diera a luz). Temiendo por su vida y la de su hijo incluso después de la caída de Gao, se vuelve en la subordinada de la Honorable Consorte Chun, sin embargo cuando la posición de Chun en el harén se debilita, le confía a su hijo a la inteligente y altamente favorecida Consorte Ling. |
| Xu Baihui   | Señora Honorable, Concubina Imperial Yi  | -                | Fue una de las concubinas del Emperador Qianlong y la mejor amiga de la Honorable Yu, cuando intenta ocutar el embarazo de la Noble Yu (Keliyete Ayan), es descubierta por la Noble Consorte Gao quien la humilla públicamente. Debido a la humillación Yi se quita la vida por la vergüenza. |
| Pan Shiqi   | Concubina Imperial, Honorable Señora Jia | -                | Fue una de las concubinas del Emperador Qianlong y la madre del Príncipe Yongcheng. Es una mujer que se alía con la Honorable Consorte Gao, a quien ayuda en sus artimañas y se arriesga por ella. Es asesinada por la Consorte Xian al estrangularla, después de desterrararla al Palacio Frío (en inglés: "Cold Palace"), para que Xian pudiera ser la que criara a su hijo. Tras su muerte, su hermana menor llega a la Ciudad Prohibida a ocupar su lugar en el harén con el mismo título (Jia). Lo único que la distingue de su hermana mayor es un pequeño lunar bajo el ojo, sin embargo es quizá más malvada e intrigante que ella. |
| Li Chun'ai  | Nalan Chunxue, Honorable Señora Shu      | -                | Fue una de las concubinas del Emperador Qianlong. |
| Li Ruoning  | Lu Wanwan, Asistente Qing                | -                | Fue una de las jóvenes concubinas del Emperador Qianlong. |
| Fu Xiaoyu   | Socoro Yuli, Consorte Rui                | -                | |
| Wang Xinhui | Consorte Wan                             | -                | Fue una de las concubinas del Emperador Qianlong. |
| Liu Lu      | Consorte Ying                            | -                | Fue una de las jóvenes concubinas del Emperador Qianlong. |

#### Familia Imperial
| Actor                | Personaje                   | N.º de episodios | Notas |
| -------------------- | --------------------------- | ---------------- | --- |
| Wang Huichun         | Emperador Yongzheng         | -                | Fue el quinto Emperador de la Dinastía Qing dirigida por Manchu y el tercer Emperador Qing en gobernar sobre China. Es hijo del Emperador Kangxi y el padre del Emperador Qianlong.                                                       |
| Ma Chunyan           | Emperatriz Xiaojingxian     | -                | Fue una de las consortes del Emperador Yongzheng. |
| Song Chunli          | Emperatriz Viuda Chong Qing | -                | La Emperatriz Xiaoshengxian, fue una de las consortes del Emperador Yongzheng y madre del Emperador Qianlong. |
| Fang Yangfei Wang Xi | Yongcheng, Príncipe Lü      | -                | Es el cuarto hijo del Emperador Qianlong y de la Concubina Imperial, Señora Honorable Jia. |
| Chen Youwei          | Yongqi, Príncipe Rong       | -                | Es el quinto hijo del Emperador Qianlong y de la Consorte Honorable Keliyete Ayan. |
| Sun Ao               | Príncipe Yongji             | -                | Es el duodécimo hijo del Emperador Qianlong y de Hoifa-Nara Shushen. |
| Zhou Yicheng         | Yongrong, Príncipe Zhi      | -                | Es el sexto hijo del Emperador Qianlong y de la Consorte Imperial Su Jinghao. |
| Tang Jiatong         | Emperador Jiaqing           | -                | Es el decimoquinto hijo del Emperador Qianlong y de la Emperatriz Xiaoyichun. |
| Wang Herun           | Princesa Zhaohua            | -                | Es el séptima hija del Emperador Qianlong y de la Emperatriz Xiaoyichun. |
| Hong Yao             | Hongzhou, Príncipe He       | -                | Es el quinto hijo del Emperador Yongzheng y el hermano del Emperador Qianlong. Es un hombre inmaduro e imprudente, que violó a la hermana de Yingluo.                                                                                     |
| Cheng Junwen         | Hongxiao, Príncipe Yi       | -                | Es el séptimo hijo del Príncipe Yinxiang. |
| Gong Fangmin         | Yuntao, Príncipe Lü         | -                | Es el tío del Emperador. |
| Bai Shan             | Consorte Yu (裕)            | -                | Es la madre del Príncipe He (Hongzhou) y una de las Consortes Imperiales del Emperador Yongzheng. Aunque aparenta ser una mujer devota y pura, es cruel y calculadora. Es la responsable de la muerte de Yingning, la hermana de Yingluo. |
| Xu Xiao Nuo          | Princesa Siwan              | -                | |

#### Sirvientes

##### Hombres
| Actor          | Personaje     | N.º de episodios | Notas |
| -------------- | ------------- | ---------------- | --- |
| Liu Enshang    | Li Yu         | -                | Es el eunuco principal del Emperador. Diligente y leal, el Emperador suele ventilar su furia sobre él. |
| Lawrence Wong  | Hai Lancha    | -                | Es uno de los guardias reales y un buen amigo de Fuca Fuheng. Está enamorado de Mingyu. |
| Wang Maolei    | Yuan Chunwang | -                | Es un eunuco que se hace amigo de Wei Yingluo mientras ambos hacían trabajo duro. Después de que Yingluo rompiera la promesa de quedarse a su lado para convertirse en la consorte del Emperador Qianlong, se alía con Hoifa-Nara Shushen para destruirla. Yuan tiene aires de grandeza y cree ser el hijo del difunto Emperador. |
| Li Peng        | Zhang         | -                | |
| Tan Xuqi       | Cigiya Qingxi | -                | |
| Zheng Long     | Xiao Quanzi   | -                | |
| Sun Di         | Wu Shulai     | -                | Es uno de los eunucos. |
| Chang Cheng    | Desheng       | -                | Es uno de los eunucos. |
| Yi Yong        | Ye Tianshi    | -                | Es un médico del hospital Taiyuan. Llegó a la Ciudad Prohibida como un médico de pueblo, sin embargo su estatus cambia tras demostrar sus habilidades. |
| Cheng Guo Dong | Liu Tai       | -                | Es un médico del hospital Tai. |

##### Mujeres
| Actor          | Personaje         | N.º de episodios | Notas |
| -------------- | ----------------- | ---------------- | --- |
| Su Qing        | Hitara Erqing     | -                | Es la esposa de Fucha Fuheng. Su matrimonio arreglado y sin amor con Fuheng, la convierte trágicamente de una amable doncella del palacio de la Emperatriz Fucha, a una mujer irritable y llena de odio. Enloquecida por los celos y la indiferencia de Fuheng, decide hacerlo sufrir todo lo que pueda. Ella es culpable directa de la muerte de la primera Emperatriz al revelarle que tuvo un amorío con el Emperador. |
| Jiang Zixin    | Mingyu            | -                | Es la segunda leal asistente de la Emperatriz Fuca. Aunque al principio no le agradaba Wei Yingluo, más tarde se convierte en su amiga confiable. |
| Zhang Zexi     | Jixiang           | -                | Fue una de las criadas del palacio y gran amiga de Yingluo cuando entraron al palacio. |
| Gao Yu'er      | Jinxiu            | -                | Es una de las criadas del palacio. |
| Chen Ruoxi     | Linglong          | -                | Es una de las criadas del palacio. |
| He Jiayi       | Supervisora Zhang | -                | La encargada del departamento de Bordado, tomó a Yingluo como su alumna. |
| Zhang Tingting | Supervisora Liu   | -                | |
| Yin Xu         | Fang Nizi         | -                | Es una de las criadas del palacio. |
| Fang Anna      | Zhen'er           | -                | Es una de las asistentes de la Consorte Xian. |
| Ren Wanjing    | Fangcao           | -                | Es una de las asistentes de la Consorte Yu. |
| Qian Chenjie   | Ah'Shuang         | -                | Es una de las asistentes de la Consorte Jia. |
| Shi Yufei      | Zhilan            | -                | Es una de las asistentes de la Consorte Gao. |
| Chen Mo        | Yuhu              | -                | Es una de las asistentes de la Consorte Chun. |
| Deng Sha       | Wei Yingning      | -                | Es la hermana mayor de la Consorte Wei Yingluo. Era asistente en el palacio hasta que fue violada por el príncipe He y después mandada a asesinar por la Consorte Viuda Yu. |
| Yang Jingru    | Hupo              | -                | Es una de las asistentes de la Emperatriz. |
| Zhang Tianyun  | Zhenzhu           | -                | Es una de las asistentes de la Emperatriz. Más tarde se convierte en la criada confiable de Yingluo en el palacio Yanxi. |
| An An          | Manao             | -                | |
| Zhao Mengjie   | Feicui            | -                | |
| Gao Rui        | Bailing           | -                | |
| Zhang Jie      | Yizhu             | -                | Es una de las asistentes de la Consorte Shen. |
| Li Jing Xiu    | Tía Liu           | -                | Es la asistente de la Emperatriz Viuda. |

### Otros personajes
| Actor               | Personaje         | N.º de episodios | Notas |
| ------------------- | ----------------- | ---------------- | --- |
| Wei Yan Kan         | Fucha Fuqian      | -                | Es el medio hermano de Fucha Fuheng. Está enamorado en secreto de Hitara Erqing. |
| Wang Yizhe (王一哲) | Fucha Kangan      | -                | Es el hijo de Fucha Fuheng y sobrino de Fucha Rongyin. Realmente no es hijo de Fuheng, sin embargo es criado como si fuera suyo. |
| Ru Ping             | Fucha Rongyin     | -                | Es la madre de Fucha Fuheng. |
| Su Mao              | Gao Bin           | -                | Es el padre de la Consorte Gao, quien se gana la consideración del Emperador luego de que demostrara su habilidad para gestionar y controlar las constantes inundaciones. |
| Zheng Xiao Dong     | Gao Heng          | -                | Es el hermano de la Consorte Gao. |
| Dai Chunrong        | Mrs. Nara         | -                | Es la madre de la Consorte Hoifa-Nara Shushen. Se suicida después de culpar a Shushen de la muerte de su hijo. |
| Wang Yuwei (王宇威) | Príncipe Duo'er   | -                | Es el esposo de la Princesa Zhaohua. |
| Zhang Bin           | Yun Xi            | -                | |
| Huang Shi Liang     | Príncipe Peng     | -                | Es el padre del Príncipe Yi. |
| Shen Bao Ping       | Wei Qingtai       | -                | Es el padre de la Consorte Wei Yingluo y de Wei Yingning. |
| Yao Wei Ping        | Hoifa-Nara Naerbu | -                | Es el padre de la consorte Xian, Hoifa-Nara Sushen. Es un oficial del gobierno acusado de negligencia ante el desastre de corrupción de la ayuda para los damnificados por las inundaciones. Luego de que Hoifa-Nara Sushen le suplicara al Emperador que le perdonara la vida y éste aceptara, es forzado a morir por la Emperatriz Viuda.                                            |
| Wong Faye           | Suo Luo Yuli      | -                | |
| Chen Yuan Yuan      | Xi'Er             | -                | |
| Li Yue Min          | Zhang Tingyu      | 1                | Es un ministro. |
| Zhang Ri Hui        | Ortai             | 1                | Es un ministro. |
| Fang Chu Tong       | Qing Lian         | -                | Es una criada de la casa Fucha. Dulce y siempre leal a Fuheng, es atormentada por Erqing quien está celosa del trato amable que Fuheng le da a ella. Es acusada falsamente por Erqing, logrando que sea expulsada de la casa Fucha y vendiéndola a la prostitución ilegal. Poco después es encontrada por Fuheng en las calles y muere después de que Erqing la obligara a suicidarse. |
| Shi Xiao Hong       | -                 | -                | Es un hombre con su nieto. |

## Episodios
La serie estuvo conformada por 70 episodios, los cuales fueron emitidos todos los martes a domingos a las 20:00 (2 episodios).

### Secuela / spin-off
Más tarde se confirmó que la serie tendría una secuela-spin-off titulado Palacio Yanxi: La Aventura de la Princesa (金枝玉), la cual estará basada en el personaje de la Princesa Zhaohua (interpretada por Wang Herun), la hija del Emperador Emperor y Wei Yingluo, quien se enamora de Fuk’anggan (Wang Yizhe (王一哲)), el hijo de Hitara Erqing (Su Qing).
Los actores Wu Jinyan, Wang Yuwei (王宇威) y Nie Yuan también volverán a interpretar sus papeles de Wei Yingluo, Emperatriz Xiaoyichun, el Príncipe Duo'er y a Hongli, Emperador Qianlong respectivamente. 
6 episodios del spin-off serán estrenados el 31 de diciembre del 2019 a través de Netflix.

## Música
La banda sonora de la serie está conformada por 5 canciones:
| N.º | Artista (as) | Canción                                    | Letra            | Música        | Notas              |
| --- | ------------ | ------------------------------------------ | ---------------- | ------------- | ------------------ |
| 1   | Lu Hu        | "Look" (看)                                | Yu Zheng y Lu Hu | Lu Hu         | (tema de apertura) |
| 2   | Hu Xia       | "Sighs of the Palace Walls" (红墙叹)       | Wang Yaoguang    | Wen Kui       | (tema de cierre)   |
| 3   | Lu Hu        | "The Sound of Snow Falling" (雪落下的声音) | Yu Zheng y Lu Hu | Lu Hu         | (tema de cierre)   |
| 4   | Su Qing      | "Forgetting About Each Other" (相忘)       | Wang Xiaoqian    | Yang Chengyin | (tema de cierre)   |
| 5   | Li Chunai    | "Willows of the Palace" (宫墙柳)           | Yu Zheng         | Tan Xuan      |                    |

## Premios y nominaciones
| Año  | Categoría                    | Premio                                     | Nominada              | Resultado |
| ---- | ---------------------------- | ------------------------------------------ | --------------------- | --------- |
| 2018 | Young Rising Actress         | 10th China TV Drama Award                  | Wu Jinyan             | Ganó      |
| 2018 | Best Actress (Ancient Drama) | 24th Huading Award                         | Wu Jinyan             | Ganó      |
| 2018 | Best Supporting Actress      | 24th Huading Award                         | Charmaine Sheh        | Nominada  |
| 2018 | Best Television Series       | 5th Hengdian Film and TV Festival of China | Story of Yanxi Palace | Ganó      |

## Producción
La serie está basada en la novela "Yan Xi Gong Lüe" de Zhou Mo.
Fue dirigida por Hui Kaidong y Wen Deguang, y escrita por Zhou Mo, mientras que la producción estuvo en manos del productor ejecutivo Yu Zheng.
La locación de la producción de la serie fueHengdian World Studios. 
El tocado de flores de terciopelo utilizado por los personajes principales fue diseñado basándose en documentos históricos o antigüedades que se encuentran en el Museo de la Ciudad Prohibida; cada adorno se crea de acuerdo a las preferencias de las concubinas. Zhao Shuxian, uno de los pocos artesanos que todavía hacen flores de terciopelo, creó todos los sombreros del espectáculo utilizando el arte de hacer flores de terciopelo (ronghua). La técnica se remonta a la Dinastía Tang (618-907) y se refiere a la creación no solo de exhibiciones florales, sino también de formas de animales hechas de seda sobre un marco de alambre retorcido.
La serie contó con el apoyo de la compañía de producción "Huanyu Film" y "iQiyi".

### Popularidad
Durante su transmisión fue transmitida más de 15 mil millones de veces, y se ha convertido en un gran éxito, en especial en Asia.
Estableció el récord de audiencia en línea de un solo día en China, con un total de 530 millones de visitas, y ha atraído un total acumulado de más de 13 mil millones de visitas desde agosto del 2018. El drama también fue la serie en el idioma chino más visto de ese mismo año.
En el 2018 la serie encabezó la lista de los dramas televisivos globales más buscados en Google.
La serie fue elogiada por su historia, porque a diferencia de que normalmente el personaje principal es amistoso, en la serie, el personaje de Wei Yingluo combate el fuego con fuego y supera a sus oponentes. También fue elogiada por el buen desarrollo de sus personajes, así como por las interpretaciones de los actores y actrices del elenco; por su hermosa cinematografía, el diseño de vestuario intrincado así como su representación precisa de la historia y los ajustes de la dinastía Qing. 
Debido al éxito de la serie, el Museo del Palacio en Beijing, donde todos los personajes principales del espectáculo solían vivir en tiempos pasados, ha recibido una mayor cantidad de visitantes.

### Distribución internacional
La serie fue distribuida a más de 70 mercados en todo el mundo.
En diciembre del 2018 se anunció que la serie había vendido sus derechos de transmisión a 90 países por un monto estimado de más de 300 millones de yuanes.

### Censura
El 25 de enero, un periódico oficial del gobierno criticó al programa por no promover los valores socialistas. El 29 de enero, el gobierno de China canceló el programa y programas similares como El Amor Real de Ruyi en el Palacio. Un profesor de Hong Kong declaró que el programa fue censurado porque se hizo demasiado popular y desafió las normas sociales.
| País (es)                                                     | Cadena (as)                 | Fecha de emisión | Notas                                                                          |
| ------------------------------------------------------------- | --------------------------- | --- | ------------------------------------------------------------------------------ |
| Canadá                                                        | Fairchild TV 2 HD           | 6 de agosto - presente (de lunes a viernes) Vancouver Oeste (a las 4:30pm, 8:30pm) Toronto Este (a las 7:30pm y 11:30pm) | doblada al cantonés (versión TVB)                                              |
| Estados Unidos                                                | CTi International           | 3 de septiembre de 2018 (Entre semana a las 7:00pm (PT) con repeticiones al día siguiente a las 3:00pm (PT))             | la serie se transmite en el lenguaje original                                  |
| Indonesia                                                     | FMN (TV channel)            | - | la serie se transmite en su lenguaje original pero con subtítulos              |
| India                                                         | Colors                      | - | doblado al idioma hindi                                                        |
| India                                                         | Star Vijay                  | - | doblado a tamil                                                                |
| India                                                         | Asianet (TV channel)        | - | doblado a malabar                                                              |
| India                                                         | Star Maa                    | - | doblado a télugu                                                               |
| India                                                         | Colors Bangla               | - | doblado a bengalí                                                              |
| Hong Kong Macao Singapur Malasia Australia y en todo el mundo | TVB Jade                    | 6 de agosto - 6 de octubre (Lunes a viernes a las 8:30pm y dos episodios seguidos todos los sábados y domingos)          | la serie también fue doblada al cantonés.                                      |
| Malasia                                                       | Astro AOD                   | 6 de agosto - 6 de octubre (Lunes a viernes a las 8:30pm y dos episodios seguidos todos los sábados y domingos)          | la serie también fue doblada al cantonés.                                      |
| Filipinas                                                     | ABS-CBN                     | 27 de enero de 2020 (Lunes a viernes a las 10:00pm)                                                                      | sigue con The First and True Home of Asianovelas y es doblado al idioma tagalo |
| Singapur                                                      | Hub VV Drama                | 20 de septiembre (Entre semana a las 9:00pm)                                                                             | lenguaje original                                                              |
| Vietnam                                                       | Ho Chi Minh City Television | 9 de agosto - presente (Lunes a viernes a las 5:00pm)                                                                    | doblado al idioma vietnamita                                                   |